# Krasnoturinsk
Krasnoturinsk (ru. Краснотурьинск) este un oraș din Regiunea Sverdlovsk, Federația Rusă și are o populație de 64.878 locuitori. Localizat pe Turia, orașul a fost fondat ca și așezare minieră în 1758 sub numele de Turinskie Rudniki. Mai târziu a fost redenumit Turinskîi, pentru ca în 1944, când i se acordă statutul de oraș să capete denumirea actuală. Metalurgia aluminiului.

## Cultura
Începând cu 1 ianuarie 2021, orașul ocupa locul 301 din 1116[31] orașe din Federația rusă în ceea ce privește populația[32].
Compoziția națională
Rușii, ucrainenii, Belarusii reprezintă împreună aproximativ 80% din locuitorii orașului, Bașkirii, ciuvașii și tătarii - 10%, iar alți 10% sunt germani.
Autorități și instituții de stat
Administrația este organul executiv al autoguvernării locale. În aparatul de administrare: 4 departamente, 6 comitete și 7 departamente. Șeful autorității executive din Krasnoturinsk este șeful municipalității (primarul orașului). În 2013, A. Y. Ustinov a fost ales în acest post.
Organul reprezentativ al autoguvernării locale este Duma districtului orașului Krasnoturinsk. Se compune din 20 de deputați aleși de populația orașului în alegerile municipale pentru o perioadă de 5 ani[33].(Articolul 23 din Carta districtului orașului Krasnoturinsk).
Șefii orașului pentru a direcționa
Pentru a afla mai multe
Cultură Edit
￼
Noua clădire a Teatrului de păpuși din oraș (deschisă la 22 noiembrie 1999)
Krasnoturinsk are o rețea dezvoltată de instituții culturale. Există două palate de Cultură, un teatru de păpuși, un palat sportiv, un studio TV Grad, un studio de radiodifuziune, o sală de expoziții, trei muzee și un cinematograf. Ziarele "seara Krasnoturinsk", " alege! Uralii de Nord","zorii Uralilor". Există o industrie hotelieră în Krasnoturinsk: hoteluri, Hotelul Bogoslovsky de clasă europeană.
￼
Capela Alexander Nevsky
Teatru de păpuși. A fost deschisă la 16 iunie 1979 [45]. La 22 noiembrie 1999, Teatrul sa mutat într-o clădire nouă construită în detrimentul bugetului municipal și cu sprijinul marilor întreprinderi urbane[46].
Muzeul Geologic și mineralogic numit după E. S. Fedorova. Fondată în 1894, colecția conține peste 140 de mii de probe de minereuri și minerale[47]. Nu avea egal în Rusia prerevoluționară.
Muzeul lorei locale a fost deschis în 1959 [48].
Secțiunea nu are legături cu surse.
Președinții Comitetului Executiv al Consiliului Municipal al Deputaților Muncitorilor din Krasnoturinsk (din 1977-deputați ai poporului—, primarii orașului( din 1996):
Arkadi Fadeevici Markovici (1944-1946)
Ivan Antonovici Medovshchikov (1946-1947)
Boris Alexandrovici Stasiuk (1948-1951)
Mihail Nikolaevici Khakhin (1951-1953)
Filimonov Ivan Anisimovici (1953-1954)
Constantin Nikolaevici Fadeev (1954)
Nikolai Efimovici Șestakov (1955-1959)
Tikhomirov Serghei Stepanovici (1959-1961)
Mihail Petrovici Romanov (1961-1963)
Druzhinin Pavel Fedorovici (1970-1975)
Vyalkov Nikolay Alekseevich (1975-1984)
Martynov Ghenadi Nikolaevici (1984-1990)
Mihail Viktor Egorovici (1990-2009)
Serghei V. Verkhoturov (16 Martie 2009-12 Septembrie 2013)
Ustinov Alexander Yuryevich (din 12 septembrie 2013)
Instituții de Stat Edit
Există două colonii corecționale în oraș-IK-3[34] și o colonie pentru femeile recidiviste IK-16[35].

## Economie
Cifra de afaceri a întreprinderilor industriale mari și mijlocii în 2010 s-a ridicat la 31 de miliarde de ruble. Cifra de afaceri a întreprinderilor din industria extractivă s-a ridicat la 8 miliarde de ruble, sau 137% din nivel
Ecologie Edit
Emisii poluante și deșeuri
Unitatea medicală Krasnoturyinsky MG (Krasnoturyinsky GO) Gazprom Transgaz Yugorsk LLC - în 2020, comparativ cu 2019, emisiile de poluanți în aerul atmosferic au fost reduse cu 46,6 mii tone (cu 34,2%) datorită reducerii timpului de funcționare a echipamentelor de pompare a gazelor, volumul lucrărilor de reparații pe partea liniară a principalelor conducte de gaz, precum și utilizarea măsurilor de economisire a energiei. Sa "aurul Uralilor de Nord" (Krasnoturinsk) - cu 0,1 mii tone (cu 16,7%) datorită încheierii operațiunilor miniere la cariera Vorontsovsky;
În timp ce filiala RUSAL Ural sa din Krasnoturinsk, compania Unită RUSAL Bogoslovsky Aluminium Plant (RUSAL Krasnoturinsk), a crescut emisiile de poluanți în aerul atmosferic cu 0,2 mii tone (cu 4,8%) datorită creșterii consumului de combustibil.
Filiala RUSAL Ural sa din Krasnoturinsk, compania Unită RUSAL Bogoslovsky Aluminium Plant, a redus volumul de generare și eliminare a deșeurilor cu 87 mii tone (cu 4,3%) și, respectiv, 186,7 mii tone (cu 24,2%).
Sa" aurul Uralilor de Nord " (GO Krasnoturinsk) a redus volumul de generare a deșeurilor cu 1.437, 9 mii tone (cu 58,8%) din cauza încetării operațiunilor miniere din cariera Vorontsovsky.[5]
Apă, stații de epurare, poluare
Krasnoturinsk reprezintă 25,41 milioane de metri cubi de apă (3,9% din utilizarea totală a apei de către regiunea Sverdlovsk). Principalul utilizator de apă este o ramură a sa RUSAL Ural.
În eliminarea totală a apelor uzate, ponderea apelor uzate contaminate (fără tratare) este de 0,1%, contaminate insuficient tratate la stațiile de epurare – 94,4%, tratate normativ - 5,5%. În 2020, comparativ cu 2019, deversarea apelor uzate contaminate a scăzut cu 1,27 milioane de metri cubi (4,1%), deversarea apelor uzate tratate standard a crescut cu 1,72 milioane de metri cubi datorită transferului categoriei de apă a sa "aurul Uralilor de nord" de la poluat insuficient purificat la purificat standard.[5]
Există 15 stații de epurare a apelor uzate care operează pe teritoriul Krasnoturinsk

## Personalități născute aici
- Evghenia Otradnaia (n. 1986), actriță, cântăreață.